# 遊星ぼうやドド
遊星ぼうやドド（DoDo, The Kid from Outer Space）とは、SFのテレビアニメ。アメリカ合衆国では1965年から1970年までシンジケーションで放送された。日本では1966年5月23日から11月12日まで日本テレビで月曜 - 土曜 18時35分 - 18時45分に放送された。後年、主に東京12チャンネル→テレビ東京で再放送された。

## キャスト
| キャラクター                        | 担当声優           | 日本語吹き替え | 備考                                                                     |
| ----------------------------------- | ------------------ | -------------- | ------------------------------------------------------------------------ |
| ドド（DoDo）                        | ルシール・ブリス   | 三輪勝恵       | 惑星ヘナ・ハイドロから空飛ぶ円盤に乗って地球へやってきた宇宙人の男の子。 |
| コンピー（Compy the Computer Bird） | エド・ビショップ   | ?              | ロボットの鳥                                                             |
| プイプイ博士（Professor Fingers）   | ドン・メシック     | 八奈見乗児     |                                                                          |
| ？（How and Why）                   | ジューン・フォレイ | ?              | 地球に住む子供、Howが弟でWhyが妹。                                       |
| ナレーション                        | エド・ビショップ   | ?              |                                                                          |

## スタッフ
- 原作 - レディー・スターン・ロビンソン
- 音楽 - ジョン・グレゴリー
- 共同プロデューサー - ハラスとバチェラー
- アニメーション制作 - ハラスとバチェラー

## 制作
『遊星ぼうやドド』は、作家のレディー・スターン・ロビンソンが生み出し、イギリスのアニメーターであるハラスとバチェラーがアニメーション制作に取り組み、全78話の5分アニメが製作された。

## 主題歌
- 『遊星ぼうやドド』

歌 - 不明
なおテレビ東京で再放送された時は使用せず、オリジナル版を放送した。